# Arctic Pacific Lakes Park
Arctic Pacific Lakes Park är en park i Kanada.   Den ligger i provinsen British Columbia, i den centrala delen av landet, 3 400 km väster om huvudstaden Ottawa. Arctic Pacific Lakes Park ligger 1 554 meter över havet.
Terrängen runt Arctic Pacific Lakes Park är bergig åt nordost, men åt sydväst är den kuperad. Arctic Pacific Lakes Park ligger uppe på en höjd. Trakten runt Arctic Pacific Lakes Park är nära nog obefolkad, med mindre än två invånare per kvadratkilometer.. Det finns inga samhällen i närheten.
Trakten runt Arctic Pacific Lakes Park består i huvudsak av gräsmarker.